# Chuck Rolando
Chuck Rolando, pseudonimo di Charles Rolando (New York, 5 maggio 1952), è un musicista e cantante statunitense naturalizzato italiano.
Fu membro dei Passengers e voce del progetto Den Harrow nei primi due 45 giri pubblicati.
Con i Passengers partecipò ai Festival di Sanremo nelle edizioni del 1981 e del 1983.

## Biografia
Influenzato da Joni Mitchell, James Taylor e Jackson Browne, Rolando incominciò a scrivere canzoni già in giovane età ed intraprese la carriera di cantante trasferendosi in California prima, poi in Canada ed infine in Europa.
Giunto in Italia, fece parte dei Passengers dal 1979 al 1984 e fu il primo cantante del progetto Den Harrow nell'incisione dei primi due singoli A Taste of Love e To Meet Me entrambi pubblicati nel 1983 dalla Discomagic.
Nel 1988 iniziò a lavorare per la Sony Italia (allora CBS) e nel 1992 diventò CEO e Managing Director della Sony ATV Music Publishing italiana, incarico che ricoprì per più di 15 anni. L'ultimo gruppo che mise sotto contratto furono i Sonhora.
Dal 2010 ha continuato a scrivere musica come indipendente.
Proprio nel 2010 la sua canzone originale, "My Family" si giudica il terzo posto tra 15000 iscritti nel concorso International Songwriting Competition nella categoria Children's Music.
Nel 2012 è l'unico ospite vocale nell'album di Mina "American Songbook" cantando Banana Split For My Baby.
Nel 2019 viene utilizzato la sua canzone originale, My Family nella serie TV,  ROOM 104 (della HBO), durante l'episodio "Prank Call".
Nel 2021 prende parte all'album Dare di Mario Biondi interpretando il brano Show Some Compassion ,(scritto interamente da Chuck Rolando) insieme a Mario Biondi e ad altri artisti quali Annalisa Minetti, Enzo Avitabile, Dodi Battaglia, Sarah Jane Morris, Jeff Cascaro, Alain Clarke, Paulo Gonzo, Luna, Omar e Nick The Nightfly.

## Vita privata
Pur essendo nativo di New York ed aver girato il mondo, dice di avere sangue piemontese.
Rolando è oggi naturalizzato italiano e vive in una cittadina sul Lago Maggiore.